# Tricorythodes nicholsae
Tricorythodes nicholsae is een haft uit de familie Leptohyphidae. De wetenschappelijke naam van de soort is voor het eerst geldig gepubliceerd in 1997 door Wang, Sites & McCafferty.
De soort komt voor in het Neotropisch gebied.